# Albert Behaeghel
Pour les articles homonymes, voir Behaeghel.
Albert Émile Léon Behaeghel , né à Dunkerque, le 30 octobre 1856 et décédé à Uccle le 6 novembre 1941 fut un homme politique belge francophone libéral.
Il fut professeur à la faculté de droit de l'ULB.
Il fut membre du parlement,,.